# Списак епизода серије Певачица
Певачица српска је криминалистичко-драмска телевизијска серија твораца Наташе Дракулић и Предрага Антонијевића.
Премијерно се емитује од  11. септембра 2021. године на Суперстар ТВ.

## Преглед серије
| Сезона | Сезона | Епизоде | Епизоде | Оригинално емитовање | Оригинално емитовање |
| Сезона | Сезона | Епизоде | Епизоде | Премијера            | Финале               |
| ------ | ------ | ------- | ------- | -------------------- | -------------------- |
|        | 1.     | 12      | 12      | 11. септембар 2021.  | 16. октобар 2021.    |
|        | 2.     | 12      | 12      | 19. децембар 2023.   | 3. јануар 2024.      |

## Епизоде

### 1. сезона (2021)
| Бр. у серији | Бр. у сезони | Назив                           | Редитељ      | Сценариста      | Премијерно емитовање |
| ------------ | ------------ | ------------------------------- | ------------ | --------------- | -------------------- |
| 1            | 1            | Почетак краја или крај почетка? | Милош Кодемо | Наташа Дракулић | 11. септембар 2021.  |
| 2            | 2            | Прошлост увек куца на врата     | Милош Кодемо | Наташа Дракулић | 11. септембар 2021.  |
| 3            | 3            | Има ли повратка на старо        | Милош Кодемо | Наташа Дракулић | 12. септембар 2021.  |
| 4            | 4            | Пакт са ђаволом                 | Милош Кодемо | Наташа Дракулић | 18. септембар 2021.  |
| 5            | 5            | Истина је тамо негде, можда     | Милош Кодемо | Наташа Дракулић | 19. септембар 2021.  |
| 6            | 6            | Последњи покушај                | Милош Кодемо | Наташа Дракулић | 25. септембар 2021.  |
| 7            | 7            | Кад оде све у суноврат          | Милош Кодемо | Наташа Дракулић | 26. септембар 2021.  |
| 8            | 8            | Вера у невери                   | Милош Кодемо | Наташа Дракулић | 2. октобар 2021.     |
| 9            | 9            | Свирајте ми тихо, тише          | Милош Кодемо | Наташа Дракулић | 3. октобар 2021.     |
| 10           | 10           | Суочавање са истином            | Милош Кодемо | Наташа Дракулић | 9. октобар 2021.     |
| 11           | 11           | Куда?                           | Милош Кодемо | Наташа Дракулић | 10. октобар 2021.    |
| 12           | 12           | Није крај...                    | Милош Кодемо | Наташа Дракулић | 16. октобар 2021.    |

### 2. сезона (2023−24)
| Бр. у серији | Бр. у сезони | Назив        | Редитељ       | Сценариста                                           | Премијерно емитовање |
| ------------ | ------------ | ------------ | ------------- | ---------------------------------------------------- | -------------------- |
| 13           | 1            | Идемо даље   | Игор Ђорђевић | Наташа Дракулић, Предраг Антонијевић и Игор Ђорђевић | 19. децембар 2023.   |
| 14           | 2            | Истрага      | Игор Ђорђевић | Наташа Дракулић, Предраг Антонијевић и Игор Ђорђевић | 20. децембар 2023.   |
| 15           | 3            | Емилија      | Игор Ђорђевић | Наташа Дракулић, Предраг Антонијевић и Игор Ђорђевић | 21. децембар 2023.   |
| 16           | 4            | Хапшење      | Игор Ђорђевић | Наташа Дракулић, Предраг Антонијевић и Игор Ђорђевић | 22. децембар 2023.   |
| 17           | 5            | Решен случај | Игор Ђорђевић | Наташа Дракулић, Предраг Антонијевић и Игор Ђорђевић | 25. децембар 2023.   |
| 18           | 6            | Преокрет     | Игор Ђорђевић | Наташа Дракулић, Предраг Антонијевић и Игор Ђорђевић | 26. децембар 2023.   |
| 19           | 7            | Бојан        | Игор Ђорђевић | Наташа Дракулић, Предраг Антонијевић и Игор Ђорђевић | 27. децембар 2023.   |
| 20           | 8            |              | Игор Ђорђевић | Наташа Дракулић, Предраг Антонијевић и Игор Ђорђевић | 28. децембар 2023.   |
| 21           | 9            |              | Игор Ђорђевић | Наташа Дракулић, Предраг Антонијевић и Игор Ђорђевић | 29. децембар 2023.   |
| 22           | 10           |              | Игор Ђорђевић | Наташа Дракулић, Предраг Антонијевић и Игор Ђорђевић | 1. јануар 2024.      |
| 23           | 11           |              | Игор Ђорђевић | Наташа Дракулић, Предраг Антонијевић и Игор Ђорђевић | 2. јануар 2024.      |
| 24           | 12           |              | Игор Ђорђевић | Наташа Дракулић, Предраг Антонијевић и Игор Ђорђевић | 3. јануар 2024.      |